# GDRT
GDRT (ou GDR, prononcé Gadarat ou Gadara par les historiens) est un roi d’Aksoum (c. 200), connu aujourd’hui pour avoir été le premier roi d’Axoum à être intervenu dans les affaires de l’actuel Yémen. Il est principalement connu grâce à des inscriptions retrouvées dans le sud de l'Arabie, faisant mention de lui et de son fils BYGT (prononcé Beygat). GDRT est supposé être la même personne que GDR, dont le nom a été retrouvé sur un sceptre de bronze découvert à Addi Galamo, près d’Atsbi et Dar’a, dans le nord de l'Éthiopie. 
Gadarat a parfois été assimilé au roi anonyme qui régna de c. 200 à c. 230 et dont fait mention le Monumentum adulitanum, mais on les considère communément comme deux personnages distincts. Quoi qu’il en soit, le chercheur français Christian Robin, étudiant les inscriptions d’Al-Mis’al, au Yémen, a démontré que Gadarat et son successeur 'Adhebah ('DBH) vécurent durant la première moitié du IIIe siècle.

## Les inscriptions d’Axoum
Les inscriptions de GDR sont les plus anciennes inscriptions royales en alphabet ge’ez qui nous soient parvenues. Elles furent découvertes dans le Tigray à Addi Galamo, près d'Atsbi et Dar’a, dans le Nord de l'Éthiopie, une région riche en vestiges préaxoumites, où les inscriptions concernant le royaume préaxoumite D'mt furent découvertes. Ces inscriptions sont la seule mention de GDR trouvées à l'ouest de la mer Rouge :
gdr / ngśy / ʾksm / tbʿl / mzlt / lʾrg / wllmq
Les inscriptions d’Addi Galamo se trouvant sur un sceptre (ou un objet en forme de boomerang), le linguiste A. J. Drewes interprète mzlt comme désignant un sceptre ou un emblème royal. La signification du texte est incertaine, mais si on accepte que mzlt soit un sceptre, et que ‘rg et lmq soient des noms de lieu (ou de sanctuaires), ces inscriptions peuvent, selon Alexander Sima, se lire comme suit : « Gadara, roi d’Axoum, remis [ce] sceptre en la possession [des sanctuaires] de ‘RG et LMQ ». Cependant, l’expert de Arabie du Sud W. F. Albert Jamme a traduit les inscriptions par « Gadara, roi d’Axoum, occupa les passages de ‘RG et LMQ », ou « Gedara, roi d’Axoum, est rempli d’humilité devant [les dieux] Arg et Almaqah », (pour ‘llmouqah) en postulant que le ‘ de llmouqah était assimilé.

## L’intervention en Arabie du Sud

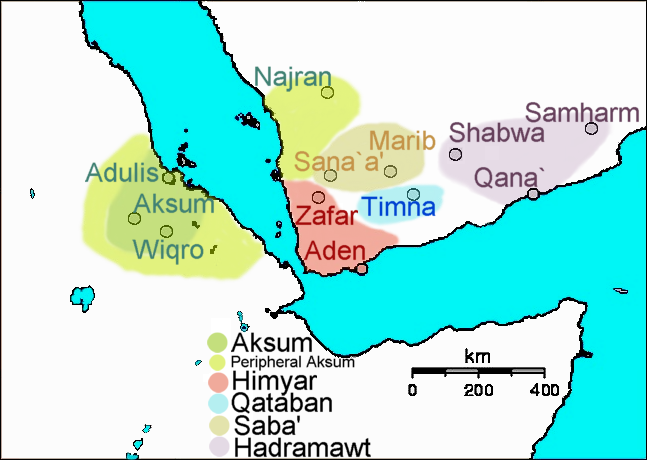
La corne de l'Afrique et le sud de l'Arabie à la mort de Gadarat, après la perte de Zafar

La première mention faite de Gadarat en Arabie du Sud, qui le présente comme un allié du roi de Saba ‘Alhan Nahfan, est une inscription se trouvant à Marib sur le temple du dieu-lune Almaqah. Stuart Munro-Hay en a fait la traduction suivante :
ils convinrent ensemble que leurs paix et leurs guerres devraient être communes, contre quiconque se dresserait contre eux, et que dans la paix et la sécurité seraient alliés Salhen et Zararan, ‘Alhan et Gadarat.
Alexander Sima traduit le texte d’une manière légèrement différente, précisant que c’est Gadarat lui-même qui « envoya une ambassade à ‘Alhan dans le but de conclure une alliance ». Tous deux interprètent "Zararan" comme le nom du palais d’Axoum à l’époque, qu’ils mettent en parallèle avec Salhen, le palais de Saba à Marib,. Cette assimilation de Salhen au royaume de Saba était fréquemment utilisée par les rois d’Axoum dans les inscriptions énumérant les contrées en leur possession. Une inscription himyarite corrobore le texte sabéen en mentionnant que les royaumes d’Axoum, Saba, Hadramaout et Qataban s’étaient alliés contre celui Himyar. L’alliance avec Gadarat fut abandonnée par Sha`ir Awtar, héritier de ‘Alhan Nafhan, lorsqu’il succéda à son père sur le trône de Saba, mais il semble que les deux rois se soient alliés à nouveau, cette fois contre l’Hadramaout, durant la première moitié de son règne. La campagne que Saba mena contre l’Hadramaout avec l’aide d’Axoum culmina en 225 avec la prise et l’occupation de la capitale ennemie, Shabwah. Cette guerre fut un revirement politique important de la part de Sha’ir Awtar, qui était précédemment l’allié du roi d’Hadramaout Il’azz Yalut, auquel il avait donné la main de sa sœur, et qu’il avait même aidé par le passé à réprimer une révolte.
Bien qu’Axoum et Saba aient été alliées contre Himyar, des troupes himyarites combattirent au côté des sabéennes durant l’invasion de l’Hadramaout. Si tôt l’Hadramaout conquis, Sha’ir Awtar opéra un renversement d’alliances en se liant à Himyar contre son ancien allié Gadarat. Une seconde inscription du sanctuaire d’’Awam à Marib datant du règne du successeur de Sha’ir Awtar, Luha`atht Yarhum, relate des évènements qui eurent lieu durant la dernière partie du règne de son prédécesseur. L’inscription fait mention d’une mission diplomatique que Sha’ir Awtar envoya à Gadarat, dont les suites ne sont pas connues ; cependant, le texte narre plus loin une guerre menée entre Saba et Axoum dans les hautes terres du sud du Yémen, ce qui permet de penser que les négociations furent infructueuses. Axoum fut défaite lors d’une bataille contre les forces coalisées de Saba et Himyar, ce qui permit à ces dernières de chasser Beygat (le fils et successeur de Gadarat) et ses troupes de la capitale himyarite Zafar, qu’Axoum contrôlait depuis la victoire de l’alliance Axoum-Saba-Hadramaout-Qataban sur Himyar. Malgré cette perte, Axoum contrôlait encore des territoires en Arabie du Sud, comme le prouvent des inscriptions de Luha`atht Yarhum (c. 230) qui mentionnent au moins un affrontement avec des troupes axoumites au Yémen après le règne de Gadarat. Un paix relative suivit peut-être la mort de Gadarat, mais de fréquents conflits entre Axoum et les états yéménites, notamment sous la conduite de ses successeurs 'Adhebah et Garmat, marquèrent tout le troisième siècle,.

## Postérité
Gadarat fut probablement le premier roi d’Axoum à intervenir en Arabie du Sud, ainsi que le premier dont des inscriptions arabes fassent mention. Sous son règne, Axoum étendit sa domination sur l’ouest du Yémen, notamment la Tihama, Najran, Zafar (jusqu’en c. 230), et les terres des Hachid, autour de Hamir dans les hautes terres du nord. De plus, les alliances et conquêtes des Gadarat au Yémen et en Arabie saoudite, qui étendirent l’influence d’Axoum à ces régions ; l’immense flotte nécessaire à de telles entreprises, marquent un nouvel apogée de la puissance et du rayonnement du royaume d’Axoum. Son règne marqua le point de départ de siècles d’interventions axoumites en Arabie du Sud, qui culminèrent avec la conquête complète du Yémen par le roi Kaleb en 520 (ou 525), et l’établissement d’une province axoumite couvrant la totalité de l’Arabie du Sud.
Le nom de Gadarat a peut-être été préservé par la tradition éthiopienne au travers des listes royales traditionnelles, qui mentionnent trois noms qui pourraient en être des variantes. Gedur est cité comme troisième roi dans la liste C, Zegduru (ze indiquant la provenance en ge'ez) vient en sixième position dans la liste E, et Zegdur vient en troisième dans la liste B, après le légendaire Ménélik Ier. Zegdur est également mentionné dans au moins une hagiographie et une courte chronique. Les listes royales furent cependant rédigées des siècles après la chute du royaume d’Axoum, et recoupent rarement les indices archéologiques, sauf dans le cas des rois les plus célèbres.